# Berzé-la-Ville
Berzé-la-Ville is een gemeente in het Franse departement Saône-et-Loire (regio Bourgogne-Franche-Comté). De plaats maakt deel uit van het arrondissement Mâcon. Berzé-la-Ville telde op 1 januari 2022 708 inwoners.

## Geografie
De oppervlakte van Berzé-la-Ville bedroeg op 1 januari 2022 5,53 vierkante kilometer; de bevolkingsdichtheid was toen 128 inwoners per km².

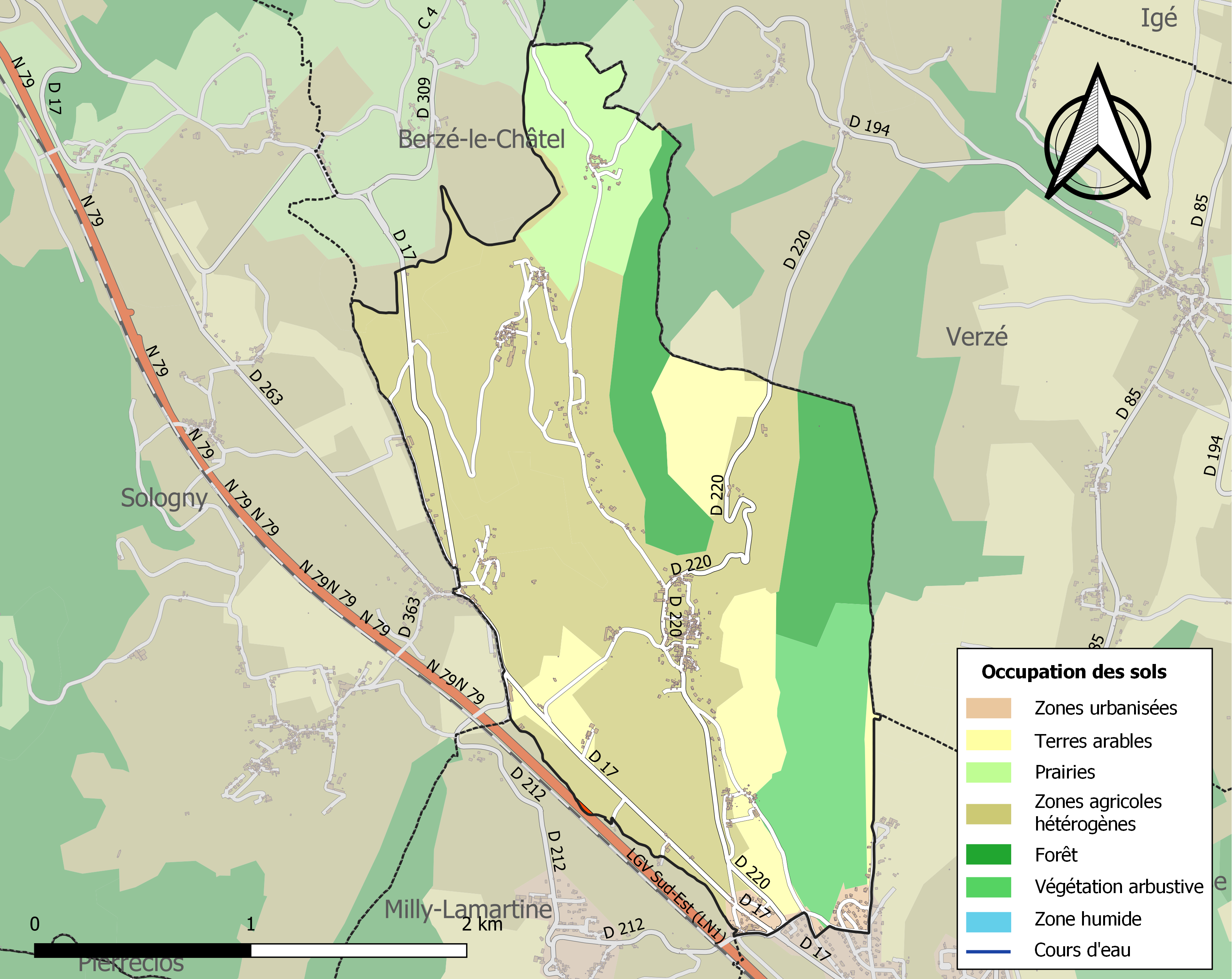
Kaart van de gemeente met de belangrijkste infrastructuur, bodemgebruik en omliggende gemeenten

## Demografie
Onderstaande figuur toont het verloop van het inwonertal (bron: INSEE-tellingen).

### Galerij

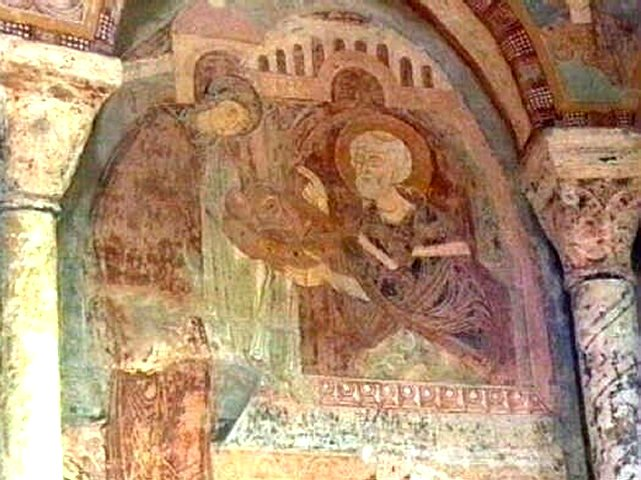
Heilige Blasius
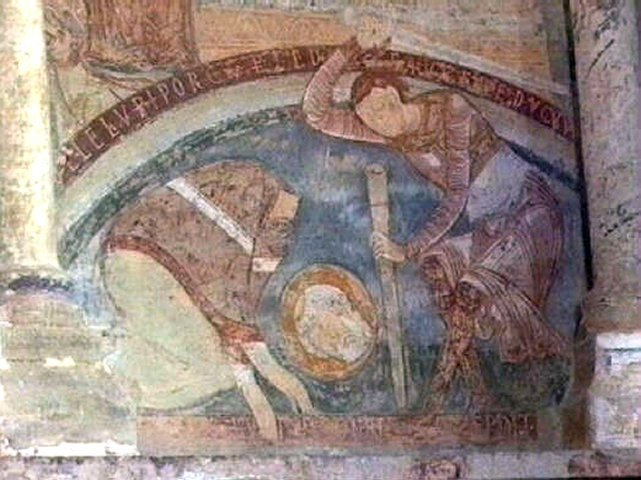
Onthoofding Heilige Blasius
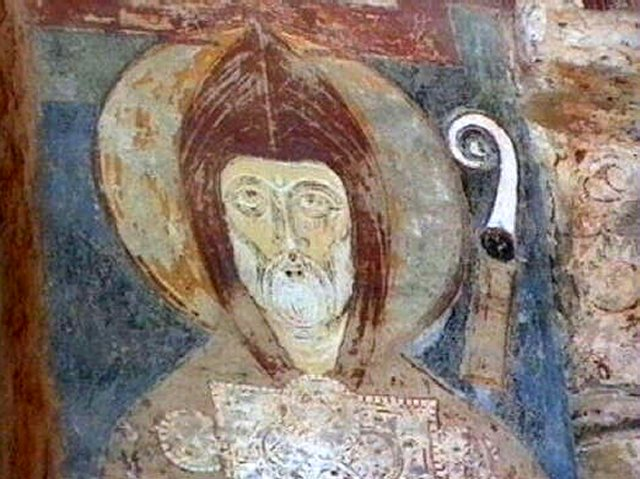
Bisschop
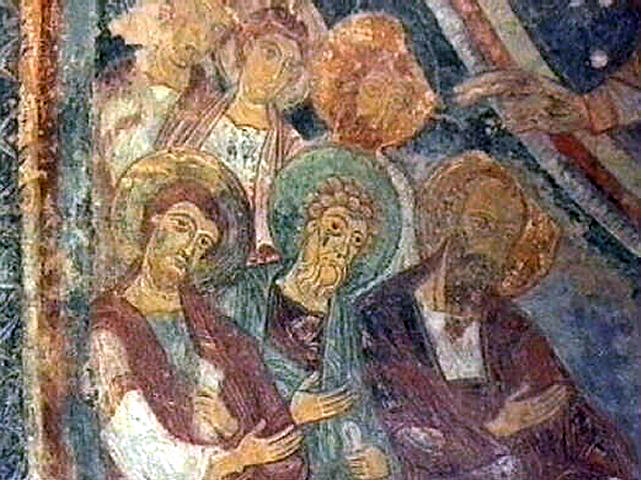
Apostelen
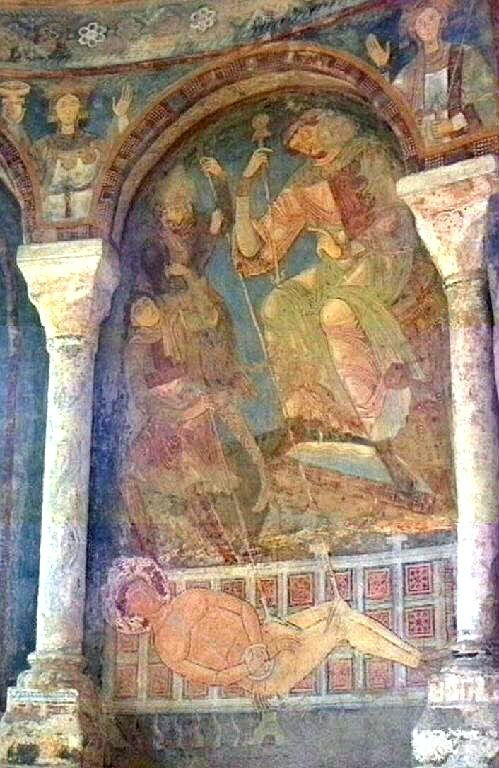
Martelaar
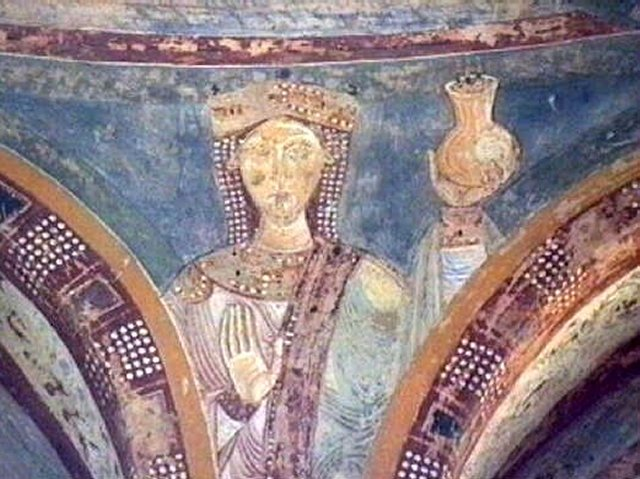
De Maagd
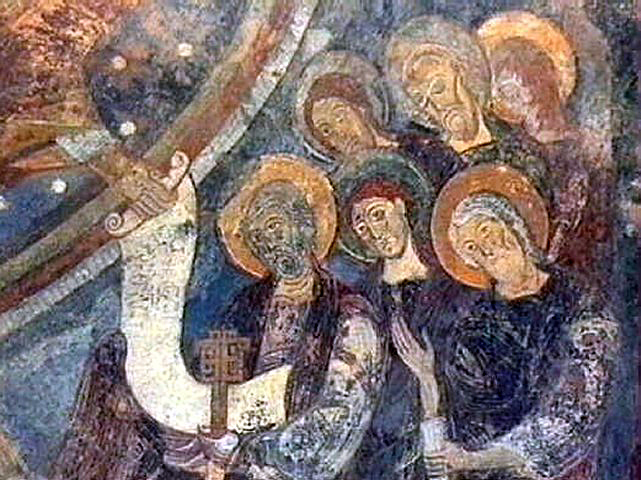
Apostelen

## Monumenten

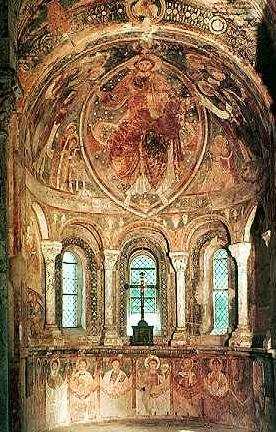
linksChristus in majesteit
Fresco's in de Monnikenkapel

### De Chapelle aux Moines (Monnikenkapel)

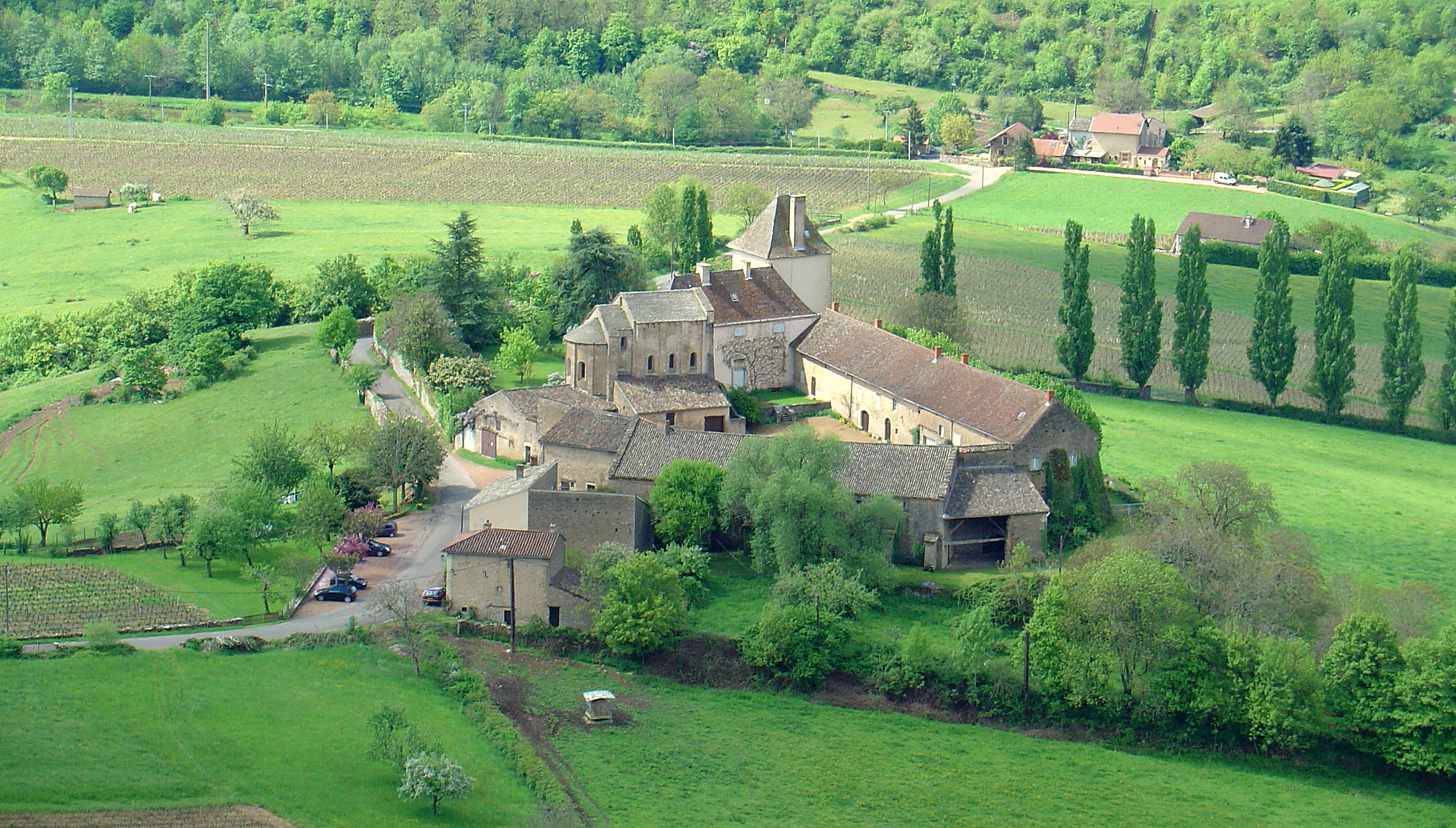
De Chapelle aux Moines (Monnikenkapel) gezien vanaf de Roche Coche

De priorij, die onder de Abdij van Cluny viel, werd gesticht door toedoen van Hugo van Sémur, heilige abt van Cluny van 1049 tot 1109. Het belendende gebouw, het zogenaamde “chateau des moines” (Monnikenkasteel) dateert van de zestiende eeuw; de monniken werden er tijdens de Franse Revolutie uit verjaagd. In 1791 werd de kapel een woonhuis. De fresco's zijn toen overschilderd. Ze werden in 1887 door de toenmalige pastoor ontdekt; in 1893 werd de kapel tot nationaal monument verklaard. In 1947 werd het gebouw van de sloop gered doordat de Engelse archeologe Joan Evans het kocht en later aan de Academie van Mâcon schonk. De beschildering is van het eerste kwart van de twaalfde eeuw en getuigt door de traditionele houding en de vrouwelijkheid van de personages van een byzantijnse invloed; daarnaast is er een ottoonse invloed te bespeuren. De “Christus in Majesteit”, onder de hand van God die een kroon toont, en de twaalf apostelen (waarvan er tien thuis te brengen zijn) overheerst het beeld. Aan de voet van de apostelen staan twee bisschoppen en twee diakenen, de H. Vincent en de H Laurens, die in dit gebied zeer vereerd worden. Daaronder, boven de kapitelen, staan zes fraai uitgedoste vrouwen waarvan sommigen door een inscriptie te herkennen zijn: de H. Agatha en de H. Consorce. Nog lager in de blinde bogen stellen twee panelen het martelaarschap van de H. Vincent en de H. Blasius voor; Vincent wordt door twee soldaten het vuur ingeduwd. Negen martelaren worden afgebeeld in de onderste fries, die vroeger langer was. Het gebruik van minerale kleurstoffen zoals lapis lazuli , oker en menie heeft zeer tot de instandhouding van de fresco's bijgedragen.

### De gipsovens

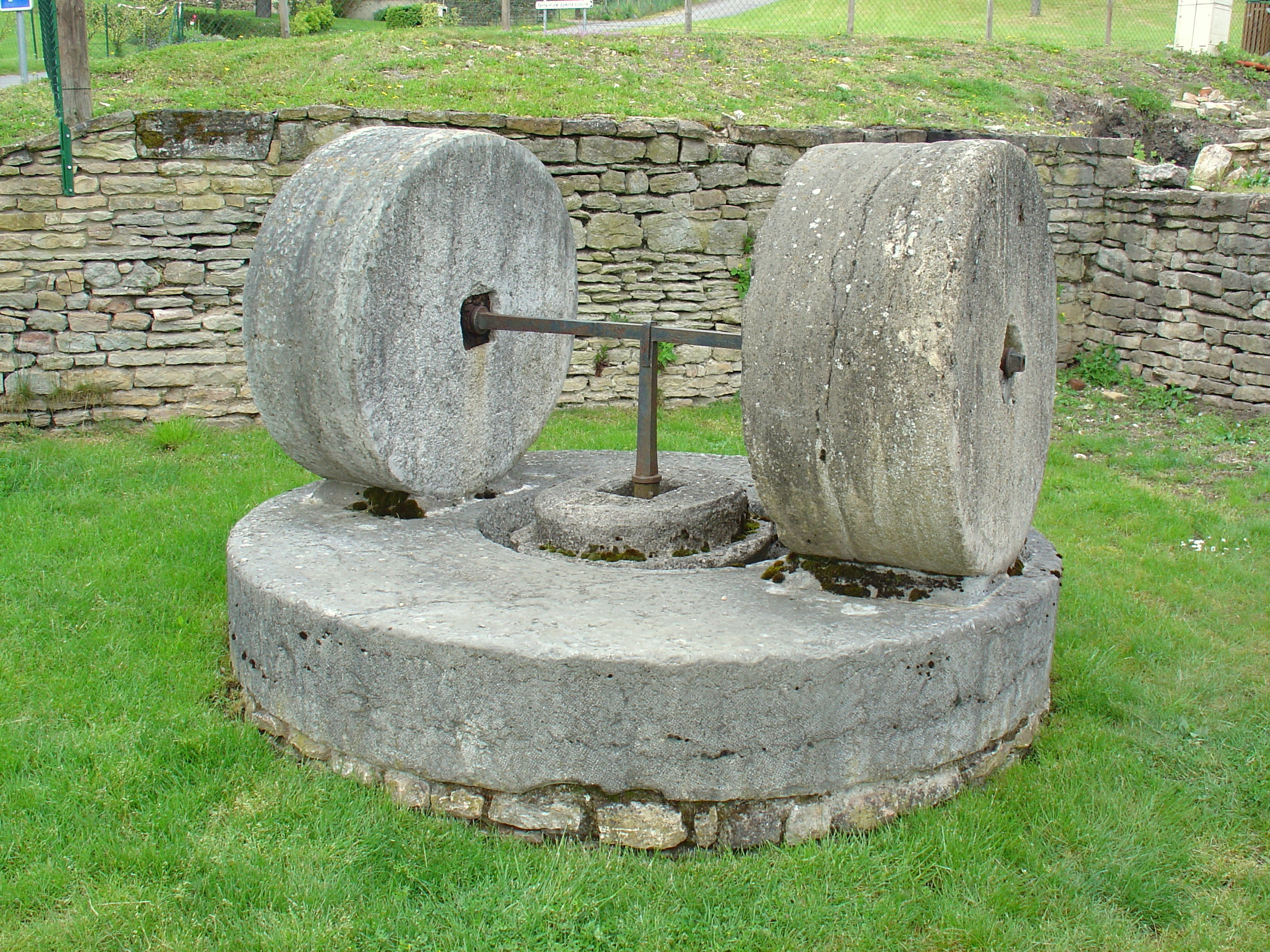
Molenstenen voor het vergruizen van het verhitte gips

De uit het Trias stammende gipslagen in de omgeving werden in de 19e eeuw geëxploiteerd door cementfabrieken, waarin het gesteente verhit en vermalen werd. In 1899 werd de productie gestaakt, maar enkele gerestaureerde ovens vormen nog een opmerkelijk architectonisch geheel.

### De Notre Dame de la Purification.(O.L.V. van Loutering)
De kerk, uit de 11e eeuw behoorde aan de Abdij van Cluny. De westelijke gevel en de bovenste vensteropening met rondboog die de dakverdieping licht verschaft, getuigen nog van die periode. In de 16e en 18e eeuw werd de kerk uitgebreid; het schip werd vergroot. Het meest interessant is het koor en de noordelijke en zuidelijke kapel, waarvan de ornamenten met de zestiende-eeuwse sjabloontechniek werden vervaardigd.